# 頂石閣砲台
頂石閣砲台，是位於台灣基隆市中正區的一個砲台遺址。

## 沿革
頂石閣砲台的具體修建時間已不得而知，目前研究應始建於1886年(光緒12年)之後。與社寮、二沙灣砲台建造年代相近，由日治時期日本軍方接收資料顯示，此砲臺配有8寸徑口英國阿姆斯脫朗後膛砲1尊，以及12寸徑德國博洪砲2尊，並配有三哨兵力，砲台規模應該不小。清治時期最後的砲臺司令乃遊擊陳學才，麾下有毛瑟槍100桿的步槍戰鬥兵力，實為基隆重要砲臺要塞，功能主要是與對岸的仙洞砲臺互為犄腳，控制基隆港口。。日軍於1895年9月成立「臨時基隆堡壘團砲兵要塞隊」時，接收頂石閣砲臺並配置80名兵力，而此時日軍在二沙灣砲臺也僅配置62名人員，足見當時頂石閣砲台規模。
1900年（明治33年），因戰術思想以及與火器性能之與時俱進，砲台遭廢棄不用至今。，現在頂石閣砲台的遺跡被列入基隆市歷史建築。

## 構造
由於長久的閒置未受重視，1999年基隆海軍醫院擴建，及正濱國中校門大道興築，頂石閣砲台部份相關建築遭到破壞。整個砲台的砲座與連接的營舍、通道被去除大半，僅保存有地下碉堡部分。

## 外部連結
- 國家文化資產網：頂石閣砲台 （页面存档备份，存于）
- 北部火力發電廠、頂石閣砲台調查研究計畫 （页面存档备份，存于）